# チェロ協奏曲第2番 (ハイドン)
チェロ協奏曲第2番 ニ長調 作品101 Hob. VIIb:2 は、フランツ・ヨーゼフ・ハイドンが1783年に作曲したチェロ協奏曲。1961年に第1番の筆写譜が発見されるまでは、作曲者唯一のチェロ協奏曲として知られていた。

## 概要
ハイドンは全部で6曲のチェロ協奏曲を作曲したといわれているが、第3番とト短調（Hob. VIIb:g1）は紛失し、第4番と第5番は偽作とされている（第4番はG.B.コンスタンツィ、第5番はD.ポッパーの作といわれている）ため、ハイドンの真作とされているチェロ協奏曲は第1番とこの曲のみである。
ハイドンは1761年から1790年にかけて、ハンガリーのニコラウス・エステルハージ侯に仕えていた間に、数曲のチェロ協奏曲を作曲したといわれている。しかし規模や内容の点で、有名な第1番と第2番が際立っており、一般にハイドンのチェロ協奏曲といえば、この2曲を指すのが普通である。

第2番は長年、ハイドンの作曲の弟子で、チェロの名手としてエステルハージ侯の楽団で活躍していたアントン・クラフトのために書かれたと考えられていたが、近年の研究により否定されている。クラフトの息子であるニコラウスが「自分の父が本当の作曲者だ」と証言したことによって、一時は偽作説まで流布したが、ハイドン自身の手稿譜が1954年にウィーンで発見されたため、現在この偽作説も否定されている。

## 楽器編成
自筆譜が発見されるまでは独奏チェロ、オーボエ2、ホルン2、弦五部が一般的であったが、これは出版譜に記された編成であり、当時は考証が全く行われていなかったために、出版社が勝手に想像してこの編成に仕立て上げていた。
現実に自筆譜に記されていたのは、オーボエ2、ホルン2、第1ヴァイオリン、第2ヴァイオリン、ヴィオラ、独奏チェロ、そしてバス（バスーン、コントラバス）の編成であることが判明している。この事実は、自筆譜が発見されるまで知られることはなかった。

## 演奏風習
エステルハージの雇った弦楽器奏者の数は出入りが激しく、必ず第1と第2ヴァイオリンを2人にした12人で演奏しなければならないということはない。作曲当時、「弦五部」という概念はまだ存在していなかったが、この協奏曲が西洋音楽史上初の、弦楽パートが5部に独立した楽曲である可能性はある。
手稿譜の第3楽章につけられた「solo」というただし書きは、主題が独奏チェロのみで演奏されることを意味し、弦五部の中のチェロを使用するという意味ではない。
手稿譜によくある「Bassi」というのは楽器奏者の数が複数いるという意味ではなく、バス（バスーン、コントラバス）の全員を意味する。音部記号は第1楽章と第3楽章に鉤のようなものがついているが、これは1オクターヴ下げる楽器も含むという意味である。第2楽章は実音で奏されるため、コントラバスは不要になりバスーンになる。手稿譜が発見されるまで、この事実は知られていなかった。

## 楽章構成
全3楽章構成、演奏時間は約25分。
- 第1楽章 アレグロ・モデラート
ニ長調、4分の4拍子、協奏風ソナタ形式。
- 第2楽章 アダージョ
イ長調、4分の2拍子、ロンド形式。
コントラバスとホルンがカットされ、全体的な音量が落ちる。
- 第3楽章 ロンド：アレグロ
ニ長調、8分の6拍子、ロンド形式。